# Henri Victor Regnault
Henri Victor Regnault, francoski fizik in kemik, * 21. julij 1810, † 19. januar 1878.
Regnault je svojo znanstveno dejavnost usmeril v organsko kemijo ter v toplotne značilnosti snovi. Zasnoval je tudi boljše termometre, higrometre, hipsometre in kalorimetre.